# 松山兼三郎
松山 兼三郎（まつやま かねさぶろう、1874年11月3日 - 1942年3月9日）は、日本の政治家。衆議院議員（1期）。

## 経歴
愛知県出身。1893年、愛知県尋常中学校(現・愛知県立旭丘高等学校)卒。陸軍に入り、歩兵中尉となり、日清戦争、日露戦争に参加する。帰国後は農業を営み、萩野村長、西春日井郡議、愛知県議を務め、興農(株)支配人、(株)名古屋証券交換所取締役、帝国在郷軍人会西春日井郡連合分会長、愛知県農会幹事となる。
1924年の第15回衆議院議員総選挙において愛知4区から政友本党公認で立候補して当選した。のち新正倶楽部に移り、衆議院議員を1期務めた。1928年の第16回衆議院議員総選挙には立候補しなかった。1942年死去。